# Standing Rock
La reserva índia de Standing Rock és una reserva índia i una tribu reconeguda federalment dels pobles sioux lakota (hunkpapa) i dakota (yanktonai) a Dakota del Nord i Dakota del Sud, Estats Units. És la sisena reserva més gran dels Estats Units en superfície, comprèn tots els Comtat de Sioux (Dakota del Nord) i Comtat de Corson (Dakota del Sud), a més de parts del nord dels comtats de Dewey i Ziebach a Dakota del Sud al llarg de les seves línies de comtat del nord de l'Autopista 20.
La reserva té una extensió territorial de 9.251,2 km² i una població de 8.250 habitants segons el cens del 2000. Les principals comunitats de la reserva són Cannon Ball id McLaughlin. Altres comunitats importants són Bullhead, Fort Yates, Kenel, Little Eagle, McIntosh, Morristown, Porcupine, Selfridge, Solen, i Wakpala

## Antecedents
El yanktonai dakota vivien a Dakota del Nord; els lakota vivien a Dakota del Sud. Els alts yanktonai parlen la llengua anomenada Ihanktonwana, que es tradueix com "Petita vila del Final." El baixos yanktonai es diuen Hunkpatina en el seu idioma, el que significa "acampen a la Banya" o "Campament de fi del cercle". Thunder Butte, una fita prominent, es troba al llarg de la frontera entre la reserva de Standing Rock i la Reserva índia de Cheyenne River. La Nació Lakota del riu Cheyenne eren un poble nòmada que vivia en tipis de tot l'any. La seva cultura índia de les planes es basa a en gran manera en el cavall i els búfals.
A finals del segle xix, Bou Assegut va ser un cap guerrer lakota molt respectat i home medicina que va dirigir els lakota en anys de resistència als Estats Units. Va comandar les forces, amb l'ajut d'altres líders incloent Galla, que van derrotar el general George Armstrong Custer a la batalla de Little Bighorn en 1876. No gaire després de la batalla, però, molts dels lakota i els seus aliats es va traslladar a Canadà. Un grup (incloent Galla) va tornar als Estats Units en 1881 després d'escindir-se de Bou Assegut i van ser acollits en aquesta reserva. Després d'una gira amb un espectacle salvatge oest, Bou Assegut va tornar a la reserva en 1890, però va ser assassinat a trets a Fort Yates per un policia tribal en una confrontació possiblement relacionada amb el moviment Ghostdance, i hi va ser enterrat allí. El 1953 les seves restes van ser exhumades i inhumades a la reserva prop del seu lloc de naixement, en un lloc amb vistes al riu Missouri en l'actual Mobridge (Dakota del Sud). La universitat tribal, Sitting Bull College, creada en la dècada de 1970, va ser nomenada en el seu honor. El seu poble, els hunkpapa (Húŋkpapȟa), resideixen principalment en aquesta reserva. Húŋkpapȟa significa "Cap del Cercle", a causa de la tradició d'assentar les seves tendes a l'entrada al cercle durant el consell Sioux.
Originalment tenia un territori de quatre milions d'acres (16.000 km²) quan fou establerta en 1864, però fou reduïda arran de la participació sioux en les guerres índies del segle xix. Això va deixar més terra disponible per a la venda i el desenvolupament dels colons euroamericans.

## Economia
La tribu regenta dos casinos, un situat vora Cannon Ball (Dakota del Nord), i l'altre Grand River Casino vora Wakpala (Dakota del Sud). Darrerament s'ha desenvolupat el turisme d'aventura i de muntanya, a causa del fet que té llocs ideals per a la pesca, cacera i natació. Tot i així, la taxa d'atur és del 79%.

## Notables membres tribals
- Vine Deloria Jr (1933–2005), activista i assagista
- Susan Power (n. 1961), novel·lista
- Tiffany Midge, poetessa